# Frank Burnet
Frank Macfarlane Burnet OM, KBE (Traralgon, 3 de setembro de 1899 — Port Fairy, 31 de agosto de 1985), também conhecido como Macfarlane ou Mac Burnet, foi um médico virologista australiano, conhecido por suas contribuições no estudo da imunologia. 
Burnet graduou-se em medicina na Universidade de Melbourne em 1924, e obteve o título de doutor em 1928 pela Universidade de Londres. Conduziu estudos pioneiros de investigação sobre bacteriófagos e vírus no Walter & Eliza Hall Institute, atuando como diretor do instituto de 1944 até 1965. Seu trabalho proporcionou importantes descobertas no campo da imunologia e virologia.
Em meados dos anos 1950 ele trabalhou extensivamente na área de imunologia, contribuindo para a criação da teoria da seleção clonal, que explica como linfócitos selecionam antígenos para destruição. Burnet e Peter Brian Medawar receberam em 1960 o Nobel de Fisiologia ou Medicina, demonstrando o mecanismo de tolerância imunológica adquirida. Este trabalho proporcionou bases experimentais sobre a indução da tolerância imunológica, levando ao desenvolvimento de novas terapias para o transplante de órgãos.
Burnet deixou o Walter e Eliza Hall Institute em 1965, continuando a trabalhar na Universidade de Melbourne até sua aposentadoria oficial em 1978. Durante sua vida profissional escreveu 31 livros e monografias, e mais de 500 artigos científicos. Desempenhou um papel ativo no desenvolvimento de políticas públicas para as ciências da saúde na Austrália e foi membro fundador e, mais tarde, presidente da Academia de Ciências da Austrália. Foi o cientista que mais recebeu condecorações e honrarias no país. Por suas contribuições à ciência australiana, ele foi premiado com o o título de Australiano do Ano em 1960, e em 1978 recebeu o título de Cavaleiro da Ordem da Austrália. Foi reconhecido internacionalmente por suas conquistas: além do Prêmio Nobel, recebeu o Prêmio Lasker, a Medalha Real da Royal Society e diversos outros títulos.

## Biografia
Burnet nasceu em Traralgon, Austrália; seu pai, Frank Burnet, um imigrante escocês, foi gerente do Colonial Bank. Ele foi o segundo de sete irmãos e era chamado, quando criança, de "Mac". Os Burnets mudaram-se para Terang, em 1909. Burnet interessou-se pela vida selvagem e passou a coletar besouros e a estudar biologia. Lendo artigos de uma enciclopédia, interessou-se sobre os trabalhos de Charles Darwin. Sempre estudou em escolas públicas, até receber uma bolsa integral de estudos no Geelong College, uma das mais conceituadas escolas privadas.
Em 1917 ingressou na Universidade de Melbourne para estudar medicina. Lá, aprofundou seus estudos sobre os trabalhos de Darwin, sendo influenciado por suas idéias de ciência e sociedade, e também pelos livros de H. G. Wells. Enquanto estava na universidade, ele tornou-se um agnóstico; era cético quanto à religião, considerando-a como "um esforço para acreditar que o que o senso comum diz não é a verdade." . O tempo de curso necessário para graduar-se em medicina havia sido reduzido, com o objetivo de treinar médicos mais rapidamente devido às doenças da I Guerra Mundial. Burnet graduou-se como Bacharel em Medicina e Bacharel em Cirurgia em 1922, e como um doutor em Medicina em 1924. Neste mesmo ano foi nomeado patologista residente no Hospital de Melbourne, cujos laboratórios eram parte do Walter e Eliza Hall Institute. Ele conduziu então uma pesquisa sobre a febre tifóide, publicando seus primeiros trabalhos científicos nesta época.
O diretor do instituto, Charles Kellaway, sugeriu que Burnet adquirisse experiência trabalhando em um laboratório na Inglaterra, antes que pudesse conduzir sua própria investigação de grupo na Austrália. Burnet deixou a Austrália e foi para a Inglaterra em 1925, servindo como cirurgião do navio durante toda a sua viagem. Na chegada, arrumou um emprego como assistente do curador do Lister Institute em Londres. Em 1926 foi premiado com o Beit Memorial Fellowship pelo Lister Institute e pode então iniciar uma pesquisa, em tempo integral, sobre bacteriófagos. Recebeu o título de PhD da Universidade de Londres em 1928 e foi convidado para escrever um capítulo para o Medical Research Council com o título System of Bacteriology (em português, Sistema de Bacteriologia). Enquanto em Londres, Burnet se envolveu com a colega australiana Edith Linda Druce. Casaram-se em 1928 e regressaram após para a Austrália. O casal teve um filho e duas filhas.

## Walter e Eliza Hall Institute

### Virologia
Quando Burnet retornou à Austrália, ele regressou ao Walter e Eliza Hall Institute, onde foi nomeado diretor adjunto. Sua primeira missão foi a de investigar o "Desastre Bundaberg", em que 12 crianças morreram depois de receber uma vacina para a difteria que estava contaminada. Ele identificou bactérias do tipo Staphylococcus aureus misturadas à vacina que tinha sido administrada às crianças, embora a causa das mortes tenha sido causada por uma toxina de outro tipo bacteriano; este trabalho sobre Staphylococcus aumentou o seu grau de interesse na área de imunologia. Durante este tempo, ele continuou a estudar os bacteriófagos, escrevendo 32 artigos entre 1924 e 1937. Em 1929, Burnet e sua assistente, Margot McKie escreveram um artigo sugerindo que bacteriófagos poderiam existir como uma forma estável, não-infecciosa, que se multiplicaria com bactérias hospedeiras. Sua inédita descrição da lisogenia não foi aceita até muito anos após, mas foi crucial para o trabalho de Max Delbrück, Alfred Hershey e Salvador Luria sobre o mecanismo de replicação e genética dos vírus (premiados com o Nobel de Medicina em 1969).

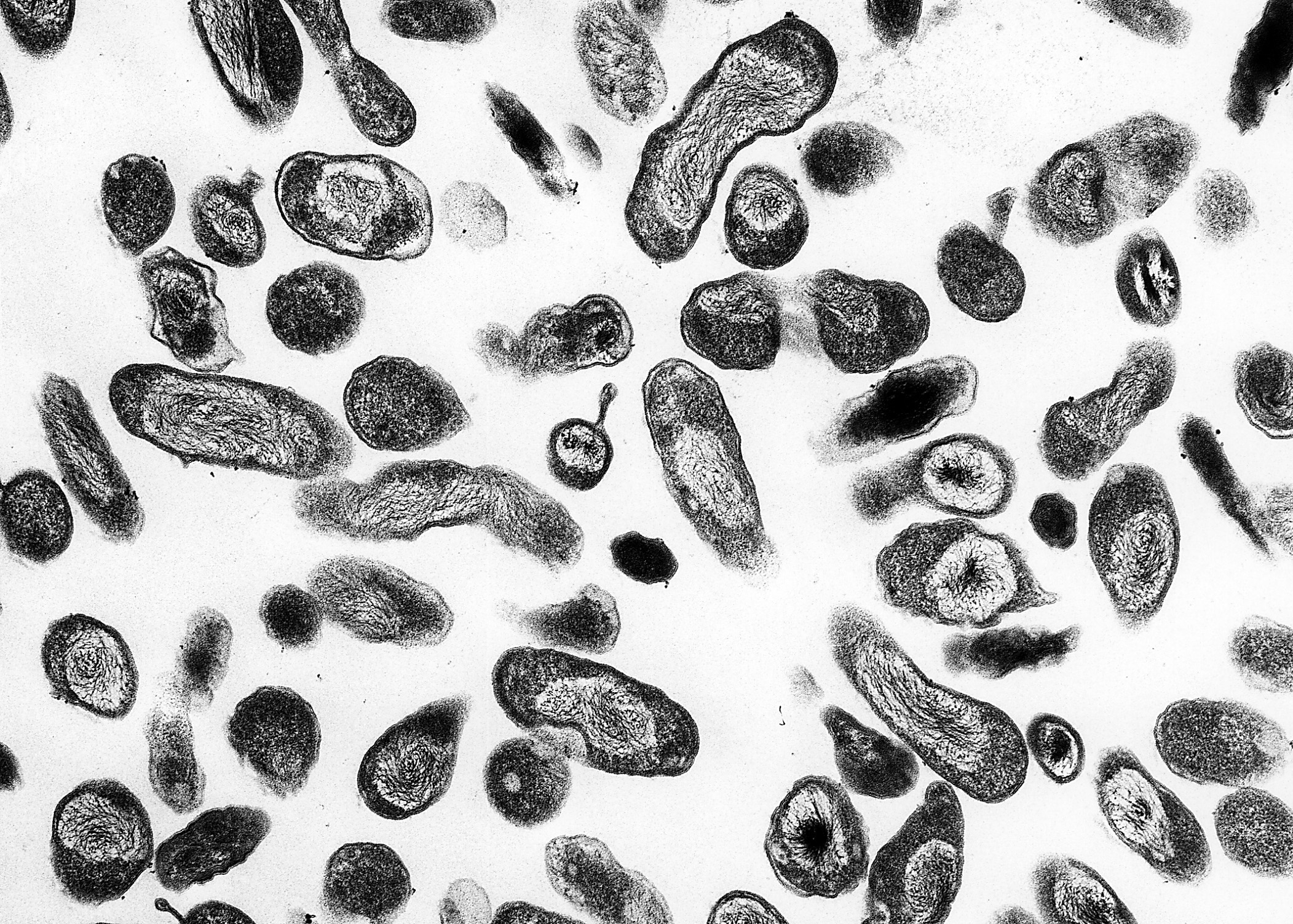
Coxiella burnetii, agente etiológico da febre do tipo Q.

Entre 1932 e 1933, Burnet obteve uma licença para estudar no Instituto Nacional de Investigação Médica, em Londres. Significativos avanços na área de virologia foram obtidos enquanto ele estava lá, incluindo o isolamento e a primeira demonstração da transmissão dos vírus da gripe. Investigou também o vírus canarypox, utilizando o embrião de frangos como meio de estudo. Depois Burnet retornou à Austrália, continuando seu trabalho em virologia. Ele envolveu-se também em dois estudos não relacionados com vírus: a caracterização dos agentes causadores de psittacosis e da febre tipo Q. Trabalhando com o cientista australiano E. H. Derrick no estudo da febre, tornou-se a primeira pessoa a adquirir a doença em laboratório. Teve, em sua homenagem, seu nome dado ao microrganismo: Coxiella burnetii.

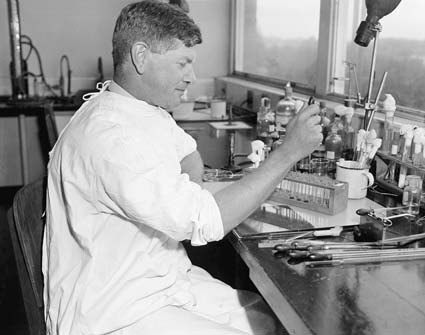
Burnet trabalhando em 1945.

Durante a Segunda Guerra Mundial, o foco do trabalho de Burnet mudou para o estudo do vírus influenza e da febre tifóide. Seu primeiro livro, Biological Aspects of Infectious Disease, foi publicado em 1940. Em 1942 ele foi feito membro da Royal Society, e em 1944 viajou para a Universidade de Harvard para dar aulas. Foi lhe oferecido o cargo de professor permanente, mas ele recusou o convite e retornou à Austrália.
Em 1944 foi nomeado diretor do instituto, ocupando a função de Kellaway, que fora nomeado diretor da Fundação Wellcome. Sob sua direção, os cientistas do instituto realizaram contribuições significativas na investigação de doenças infecciosas, período que ficou conhecido como a "idade dourada da virologia" . Pesquisadores como: Alick Isaacs, Ada Gordon, John Cairns, Stephen Fazekas de St. Groth, e Frank Fenner; realizaram grandes contribuições no estudo da encefalite de Murray Valley, mixomatose, poliomielite, herpes e gripe.
Burnet fez contribuições significativas sobre o estudo do vírus da gripe; ele desenvolveu técnicas para estudar o vírus, como os ensaios de hemo-aglutinação. Ele trabalhava em uma vacina com o vírus vivo da gripe, mas a vacina não foi bem-sucedida quando testada durante a II Guerra Mundial. Seu interesse pelos receptores do vírus influenza levou-o a descobrir a neuraminidase, uma enzima que é secretada pelo Vibrio cholerae (causador da cólera). Entre 1951 e 1956, Burnet trabalhou na genética do vírus da gripe. Analisou o controle genético de virulência, demonstrando que o vírus realizava recombinações de seu código genético com uma alta frequência; esta observação não foi totalmente apreciada pela comunidade científica, até que alguns anos mais tarde o genoma segmentado da gripe foi demonstrado. 

### Imunologia

Seleção clonal (1) A diferenciação de células-tronco hematopoéticas sofre rearranjos genéticos para a produção de linfócitos imaturos (2) com diferentes receptores para antígenos. Ligam-se aos antígenos (3) e destroem tecidos do próprio corpo, ao passo que o restante, já maduro, (4) inativa linfócitos. A maioria destes jamais encontrará um antígeno exógeno correspondente (5), mas aqueles que encontram, e são ativados, produzem muitos clones de si. (6)

Em meados dos anos 1950, Burnet decidiu que as pesquisas do instituto deveriam centrar-se no estudo da imunologia. Muitos pesquisadores decidiram então deixar a instituição, descontentes com esta decisão. Após, em 1957, todos os novos funcionários e estudantes do instituto trabalhavam em estudos imunológicos; Burnet estava envolvido com trabalhos relacionados com doenças autoimunes e a reação conhecida como enxerto versus hospedeiro.
Burnet começou a escrever sobre imunologia nos anos 1940. Em 1941, ele escreveu uma monografia denominada "The Production of Antibodies", (em português, A Produção de Anticorpos), que foi revisada e reeditada em 1949 tendo Frank Fenner como co-autor. Este livro é considerado uma das principais publicações em imunologia - marcando a mudança no estudo da imunologia, de um contexto predominantemente químico, para outro mais focado na biologia. Um aspecto importante neste trabalho foi o de introduzir o conceito de "self" (próprio do organismo) e "non-self" (adquiridos) na imunologia. A distinção entre estes conceitos foi derivada da visão biológica de Burnet e de seu interesse na integralidade do organismo vivo. Utilizando estes conceitos, Burnet formulou a hipótese de que em algumas situações o corpo pode falhar, produzindo anticorpos contra suas próprias células, resultando em doenças que são conhecidas atualmente como "auto-imunes".
Peter Brian Medawar, Rupert E. Billingham e Leslie Brent realizaram em 1953 estudos demostrando que splenocytos poderiam ser injetados no útero de ratos ou logo após o nascimento, e que estes ratos podiam então aceitar pele e outros tecidos do doador, mas não de qualquer outro animal. Burnet e Medawar receberam em 1960 o Nobel de Medicina por este trabalho, que promoveu bases experimentais para a indução de tolerância do sistema imunológico ao transplante de órgãos. 
Burnet estava interessado na forma como o organismo humano produz anticorpos em resposta aos antígenos. A ideia dominante na literatura, durante a década de 1940, era a de que o antígeno agia como um modelo para a produção de anticorpos, o que ficou conhecido como a hipótese de "instrução". Burnet não estava satisfeito com esta explicação, e na segunda edição de seu livro "The Production of Antibodies", ele e Fenner criaram um modelo indireto, propondo uma teoria em que cada antígeno poderia influenciar o genoma, afetando assim a produção de anticorpos. Em 1956 ele se interessou pela teoria de Niels Kaj Jerne sobre a seleção natural, que descrevia um mecanismo de resposta imunitária baseado em uma teoria anterior agraciada com o Nobel, de autoria do imunologista Paul Ehrlich. Jerne propôs que antígenos associam-se a um anticorpo ao acaso e, que a partir disso mais anticorpos eram então produzidos. Burnet desenvolveu um modelo que ele denominou seleção clonal, ampliando e melhorando a teoria de Jerne. Burnet propôs que cada linfócito possui em sua superfície imunoglobulinas específicas, que refletem a especificidade do anticorpo, e que mais tarde irá ser sintetizada quando a célula é então ativada por um antígeno. O antígeno serve como um estímulo seletivo, ocasionando uma duplicação e diferenciação preferencial, clonando os que possuem receptores para aquele antígeno específico.
Em 1958, Gustav Nossal e Joshua Lederberg mostraram que uma célula B produz somente um anticorpo, sendo esta a primeira evidência para a teoria da seleção clonal. Burnet escreveu ainda sobre a teoria em seu livro de 1959, The Clonal Selection Theory of Acquired Immunity. Sua teoria predisse quase a totalidade das principais características do sistema imunológico como a entendemos atualmente, incluindo as doença autoimunes, de tolerância imunológica e de mutação somática. A teoria de seleção clonal tornou-se então um dos conceitos centrais da imunologia, e as contribuições de Burnet foram consideradas essenciais para o conhecimento teórico do sistema imunológico.
Existe ainda alguma controvérsia sobre a publicação de sua versão da teoria no Australian Journal of Science em 1957. Alguns críticos argumentam que ele publicou-a em um jornal australiano para obter uma resposta rápida à sua hipótese e obter prioridade para suas outras teorias que foram publicadas mais tarde naquele mesmo ano, em um documento escrito por David Talmage e que Burnet havia lido antes da sua publicação.
O trabalho de Burnet sobre a doença de enxerto-versus-hospedeiro foi realizado com a colaboração de Lone Simonsen, entre 1960 e 1962. Simonsen havia demonstrado em 1957 que, quando um embrião de frango recebia a inoculação por via intravenosa, com o sangue de frangos já adultos, uma reação ocorria; isto ficou conhecido como o fenômeno de Simonsen. Seu trabalho iria depois ajudar a explicar o papel dos leucócitos nos transplantes de órgãos. O último projeto em que ele trabalhou no instituto foi um estudo com a assistência de Margaret Holmes sobre doenças auto-imunes usando como cobaias ratos da Nova Zelândia; uma espécie que possui uma alta incidência de anemia hemolítica auto-imune e espontânea. Eles observaram a hereditariedade da doença auto-imune e utilizaram drogas imunossupressoras, como a ciclofosfamida, para tentar tratar a doença. Burnet continuou a trabalhar no laboratório até sua aposentadoria em 1965; Gustav Nossal tornou-se então o diretor do Walter e Eliza Hall Institute. Sob a direção de Burnet o Instituto havia tornado-se "provavelmente um dos mais conhecidos centro de investigação dedicado ao estudo da imunologia do mundo".

## Saúde pública e política
Desde 1937 Burnet esteve envolvido em uma variedade de órgãos científicos e de política pública. Depois, tornou-se diretor do Walter e Eliza Hall Institute em 1944, sendo considerado uma figura pública - teve que lutar contra a timidez para se tornar um bom orador. Reconheceu a importância da cooperação com os meios de comunicação para que o público em geral possa entender a ciência e os cientistas, tendo seus escritos e palestras desempenhado um papel importante na formulação de políticas e atitudes públicas na Austrália em uma grande variedade de temas relativos à biologia. 
Burnet atuou como membro e presidente de comitês científicos, tanto na Austrália, como no exterior. Entre 1947 e 1953, foi membro do National Health and Medical Research Council, na comissão de financiamento para a investigação médica na Austrália. Durante este mesmo período (1947-52), ele também foi membro do governo australiano. Entre 1955 e 1959, foi presidente do Australian Radiation Advisory Committee, pois estava preocupado com o fato de que australianos estavam constantemente expostos a radiações desnecessárias.
Burnet se opunha ao uso da energia nuclear na Austrália. Mais tarde ele reviu suas objeções à mineração de urânio no país, argumentando que a energia nuclear era necessária, ao menos até que outras fontes renováveis de energia fossem desenvolvidas. Do final dos anos 1960 à década de 1970, ele foi também porta-voz do movimento antitabagismo, aparecendo inclusive em uma propaganda, criticando a ética da publicidade do cigarro.

## Aposentadoria
Depois da sua demissão do Walter e Eliza Hall Institute, foi-lhe oferecido um escritório na Escola de Microbiologia da Universidade de Melbourne. Trabalhando na universidade, escreveu 13 livros sobre uma variedade de tópicos incluindo imunologia, envelhecimento, câncer e biologia humana. Ele também escreveu uma autobiografia intitulada "Changing Patterns: An Autobiography Atypical", que foi lançada em 1968. Tornou-se presidente da Academia de Ciências da Austrália em 1965. Como presidente, foi reconhecido por governantes e opinião pública, como cientista líder da Austrália. Ajudou também a criar a Academia da Ciência e da Indústria da Austrália. 
Em 1966 Burnet escreveu um artigo para a publicação The Lancet, intitulada "Men or Molecules?" (em português, Homens ou moléculas?), em que questiona a utilidade da biologia molecular, alegando que não contribuiriam em nada para a medicina e que a manipulação do genoma, como havia demonstrada em bactérias, traria mais danos para o homem do que benefício. Gustav Nossal, posteriormente, descreveu Burnet como "um biólogo que ama e odeia bioquímica, o que levou a uma breve mas prejudicial rejeição do valor de biologia molecular".
Burnet dissertou e escreveu amplamente sobre a temática da biologia humana depois de sua aposentadoria. Em 1966, apresentou o Boyer Lectures, com palestras centradas na biologia humana. Burnet forneceu um quadro conceitual para o desenvolvimento sustentável, 21 anos depois, a definição fornecida pela Comissão Brundtland foi quase idêntica. Em 1970 ele revisou um livro antigo, que fora publicado como Dominant Mammal: the Biology of Human Destiny, que foi seguido por "Endurance of Life", publicado em 1978. Os livros discutem sobre aspectos da biologia humana, um tema que Burnet escreveu extensivamente nos seus últimos anos. Em Dominant Mammal ele argumentou que as raízes do comportamento humano, podem ser encontradas no comportamento dos animais. Um revisor de seus livros descreveu suas ideias de biologia social como "extremistas" e "com um visão pessimista da humanidade".
Sua primeira esposa, Edith Linda Druce, morreu de leucemia linfóide em 1973, e em 1976 ele casou-se com Hazel G. Jenkins. Em 1978 Burnet decidiu aposentar-se oficialmente; escrevendo dois livros durante sua aposentadoria. Em novembro de 1984 foi submetido a uma cirurgia devido a um tumor coloretal; metástases secundárias foram encontradas em agosto de 1985 e ele morreu em 31 de agosto na casa de seu filho em Port Fairy, Victoria. Foi sepultado no cemitério Tower Hill, perto de Port Fairy. Após sua morte, ele foi homenageado pela Câmara dos Representantes, que decretou uma moção de condolências no parlamento, uma honra normalmente reservada aos parlamentares e chefes de governo.

## Legado
Burnet recebeu inúmeras homenagens e prêmios por suas contribuições à ciência e à vida. Ele foi o primeiro a receber o título honorário de Cidadão australiano do ano, criado para homenagear australianos que realizaram grandes feitos e contribuíram de maneira significativa para o desenvolvimento da nação. Em 1978, foi feito Cavaleiro da Ordem da Austrália. Foi ordenado também Cavaleiro Comandante da Ordem do Império Britânico em 1969, além de receber a Medalha de Jubileu de Elizabeth II em 1977.
Foi também, membro honorário de 30 Academias de Ciências internacionais. Recebeu 10 títulos honorários de Doutorado, incluindo Cambridge, Oxford e Harvard, com menção honrosa do Hahnemann Medical College, menção honrosa de Doutorado da Universidade da Carolina do Sul e um doutorado em Direito pela Universidade de Melbourne. Incluindo o Prêmio Nobel, recebeu 19 medalhas ou prêmios, com destaque para a Medalha Real e as Medalhas Copley da Royal Society e do Prêmio Lasker.
O biógrafo Christopher Sexton sugere que o legado de Burnet é quádruplo: (1) o alcance e a qualidade da sua investigação; (2) a sua postura nacionalista, que o levou a permanecer na Austrália, levando ao desenvolvimento da ciência de seu país e inspirando futuras gerações de australianos cientistas; (3) o seu sucesso, levando a Austrália a uma posição de destaque na pesquisa médica mundial; e (4) os livros, ensaios e outros escritos.